# 江都兵变
江都兵变是隋朝大业十四年（618年）三月，隋朝右屯卫将军宇文化及等人在江都宫（今江苏省扬州市）杀隋炀帝发动的政变。
隋朝大业十二年（616年），隋炀帝第三次巡游江都郡。当时中原大乱，农民起义军迅速发展壮大。隋朝地方官吏、将校也多背叛朝廷，各谋出路，或投降民军，或割据一方。隋炀帝见大勢已去，于是不想回北方，天天饮酒作乐，并打算把国都迁到丹阳（今江苏省南京市），退守江东半壁河山。跟隋炀帝南下的几万骁果多为关中人，都盼望西归。有的结伙逃跑，有的计划作乱。
统率骁果的虎贲郎将司马德戡、直阁裴虔通、将作少监宇文智及等人在大业十四年三月初十夜，举兵反叛，快速控制江都宫，并于次日早晨抓获隋炀帝。司马德戡等人推举右屯卫将军宇文化及为丞相，宇文化及命校尉令狐行达缢杀隋炀帝，还派人诛杀在江都的皇族、外戚和裴蕴、来护儿等忠于隋炀帝的文武官员。他们将隋炀帝的侄子秦王杨浩，立为傀儡皇帝。宇文化及自称大丞相，总揽大权。